# Hyptiotes akermani
Hyptiotes akermani är en spindelart som beskrevs av Hermann Wiehle 1964. Hyptiotes akermani ingår i släktet Hyptiotes och familjen krusnätsspindlar. Inga underarter finns listade i Catalogue of Life.